# Walter Murauer
Walter Murauer (* 2. August 1948 in Steyr) ist ein österreichischer Politiker (ÖVP) und Abgeordneter zum Österreichischen Nationalrat. 

## Ausbildung und Beruf
Walter Murauer besuchte die Volks- und Hauptschule und im Anschluss eine kaufmännische Berufsschule.
Er war zwischen 1967 und 1975 Angestellter bei der Raiffeisenbank in Garsten und danach von 1975 bis 1978 Stadtparteisekretär der ÖVP Steyr. 1978 wurde er zum Bezirksparteisekretär der ÖVP Steyr-Land befördert, 1988 wechselte er wieder in die Privatwirtschaft. Er ist seit 1988 Angestellter bei der Oberösterreichischen Versicherung.

## Politik
Walter Murauer war zwischen 1973 und 1979 Bezirksobmann der Jungen ÖVP Steyr-Land und zwischen 1974 und 1980 Landesobmann-Stellvertreter der Jungen Volkspartei Oberösterreich. Er ist seit 1973 Mitglied des Gemeinderates von Garsten und wurde 1983 in den Gemeindevorstand gewählt. Seit 1987 ist er zudem Bezirksparteiobmann der ÖVP Steyr-Land. 
Walter Murauer war erstmals zwischen dem 29. November 1991 und dem 28. Oktober 1999 Mitglied des Nationalrats. Von 8. Februar 2000 bis 27. Oktober 2008 vertrat er erneut die ÖVP im Parlament. Murauer ist seit 1999 Mitglied der Parlamentarier-Versammlung der NATO und WEU und ist seit 2002 deren Delegationsleiter. Seit 15. November 2000 ist Murauer Wehrsprecher der ÖVP.

## Auszeichnungen
- 2003: Großes Goldenes Ehrenzeichen für Verdienste um die Republik Österreich[1]